# Pozuelo de Aragón
Pozuelo de Aragón est une commune d’Espagne, dans la province de Saragosse, communauté autonome d'Aragon comarque de Campo de Borja.

## Personnalités liées à la commune
- María Domínguez (1882-1936), journaliste et femme politique exécutée durant la guerre d'Espagne, est née dans la commune[1].